# Gibson, Georgia
Gibson är administrativ huvudort i Glascock County i Georgia. Gibson grundades år 1858 som countyhuvudort och fick status som kommun år 1913. Orten fick sitt namn efter domaren William Gibson. Enligt 2010 års folkräkning hade Gibson 663 invånare.